# 宰德派
宰德派（阿拉伯语：‎，羅馬化：az-zaydiyya），又译塞義德派、扎伊迪派，是伊斯兰教什叶派的分支，又称五伊玛目派。由第三任伊玛目侯赛因之孙塞義德·本·阿里的追随者所组成。

## 教法学
宰德派虽然与其他什叶派穆斯林一样更尊崇阿里，但也认可其他三位哈里发，教法实践上更接近逊尼派的哈乃斐学派。该派不承认塔基亚原则。

## 分布
历史上宰德派政权分布于里海南岸、也门、马格里布等逊尼派政权的边缘地区，也时常是与中央政权对抗的地方政权所选择的派别。如里海南岸的塔巴里斯坦地区出现过数个阿拉维王朝，在马格里布地区则出现过伊德里斯王朝等。目前阿拉伯半岛上的也门共和国40%人口为宰德派。主要分布在也门内陆高原。较为出名者有胡塞运动。

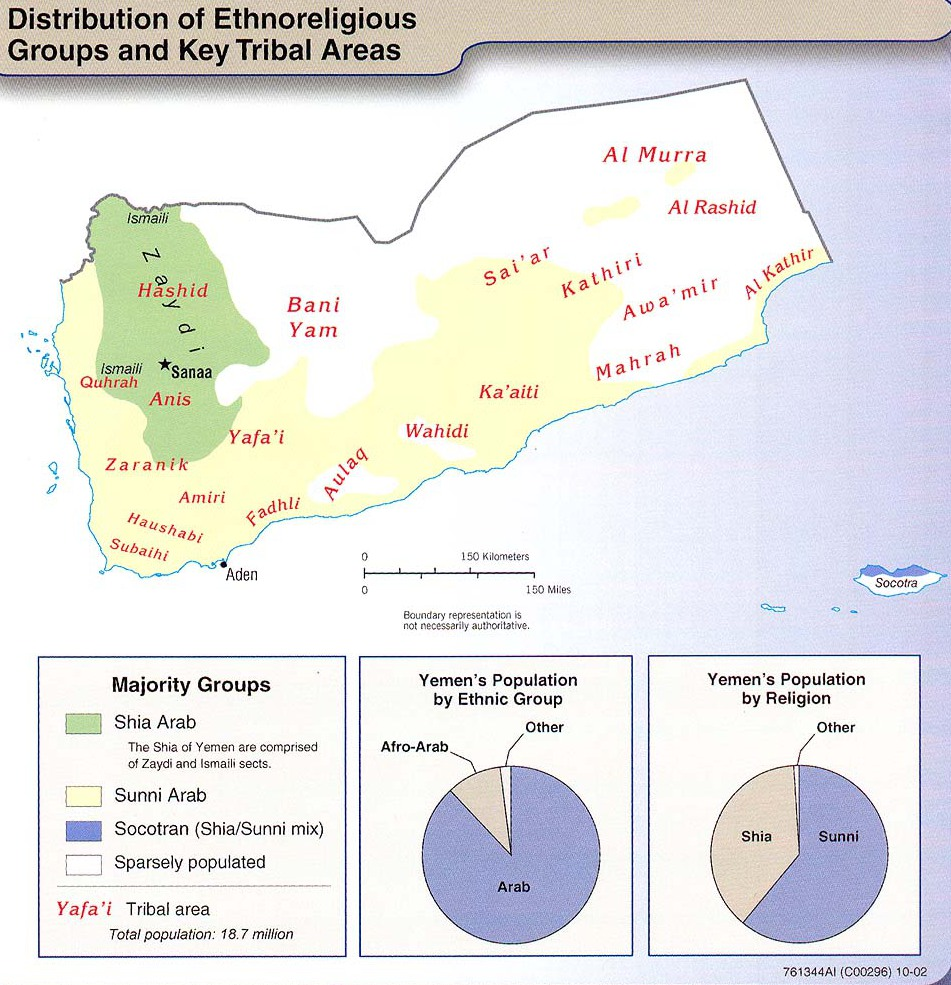
绿色区域为宰德派范围

## 延伸閱讀
- Cornelis van Arendonk: Les débuts de l'imamat zaidite au Yemen, Leyden, Brill 1960 （法文）

## 外部連結
- Majalis Aal Mohammed
- Salvation Ark（页面存档备份，存于）
- Zaidiyyah（页面存档备份，存于）
- Zaidiyyah Blog（页面存档备份，存于）
- Zaydiyya from wikishia.net（页面存档备份，存于）